# Аліабад (Ашна-Хвор)
Аліабад (перс. علي اباد) — село в Ірані, у дегестані Ашна-Хвор, у Центральному бахші, шагрестані Хомейн остану Марказі. За даними перепису 2006 року, його населення становило 72 особи, що проживали у складі 16 сімей.

## Клімат
Середня річна температура становить 9,85 °C, середня максимальна – 28,18 °C, а середня мінімальна – -11,96 °C. Середня річна кількість опадів – 238 мм.
| Клімат поселення                              | Клімат поселення | Клімат поселення | Клімат поселення | Клімат поселення | Клімат поселення | Клімат поселення | Клімат поселення | Клімат поселення | Клімат поселення | Клімат поселення | Клімат поселення | Клімат поселення | Клімат поселення |
| Показник                                      | Січ.             | Лют.             | Бер.             | Квіт.            | Трав.            | Черв.            | Лип.             | Серп.            | Вер.             | Жовт.            | Лист.            | Груд.            |                  |
| Середній максимум, °C                         | 4,55             | 6,43             | 10,10            | 16,88            | 22,18            | 27,10            | 28,18            | 28,01            | 23,41            | 17,42            | 11,04            | 5,80             |                  |
| Середня температура, °C                       | −3,71            | −1,83            | 1,84             | 8,62             | 13,92            | 18,85            | 22,62            | 22,46            | 17,86            | 11,86            | 5,46             | 0,24             |                  |
| Середній мінімум, °C                          | −11,96           | −10,08           | −6,41            | 0,36             | 5,67             | 10,58            | 17,06            | 16,88            | 12,29            | 6,30             | −0,09            | −5,32            |                  |
| Норма опадів, мм                              | 37               | 37               | 45               | 32               | 22               | 3                | 2                | 1                | 0                | 6                | 22               | 31               |                  |
| Середньомісячна швидкість вітру, м/с          | 1.20             | 1.86             | 2.43             | 2.56             | 2.22             | 2.22             | 2.00             | 2.02             | 1.91             | 1.84             | 1.54             | 1.13             |                  |
| Середньомісячна сонячна радіація, кДж/м²·день | 10142            | 13140            | 15695            | 18773            | 22732            | 26727            | 25736            | 24351            | 21734            | 16334            | 11622            | 9601             |                  |
| --------------------------------------------- | ---------------- | ---------------- | ---------------- | ---------------- | ---------------- | ---------------- | ---------------- | ---------------- | ---------------- | ---------------- | ---------------- | ---------------- | ---------------- |
| Джерело:                                      |                  |                  |                  |                  |                  |                  |                  |                  |                  |                  |                  |                  |                  |